# 煙圈

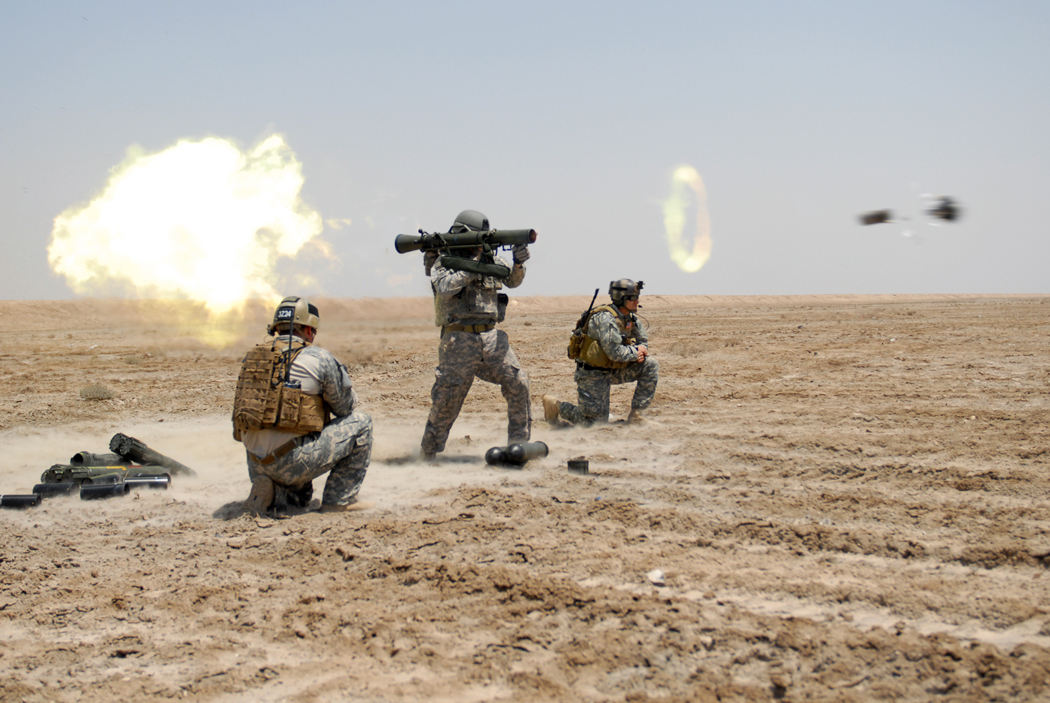
火箭筒發射時產生的烟圈

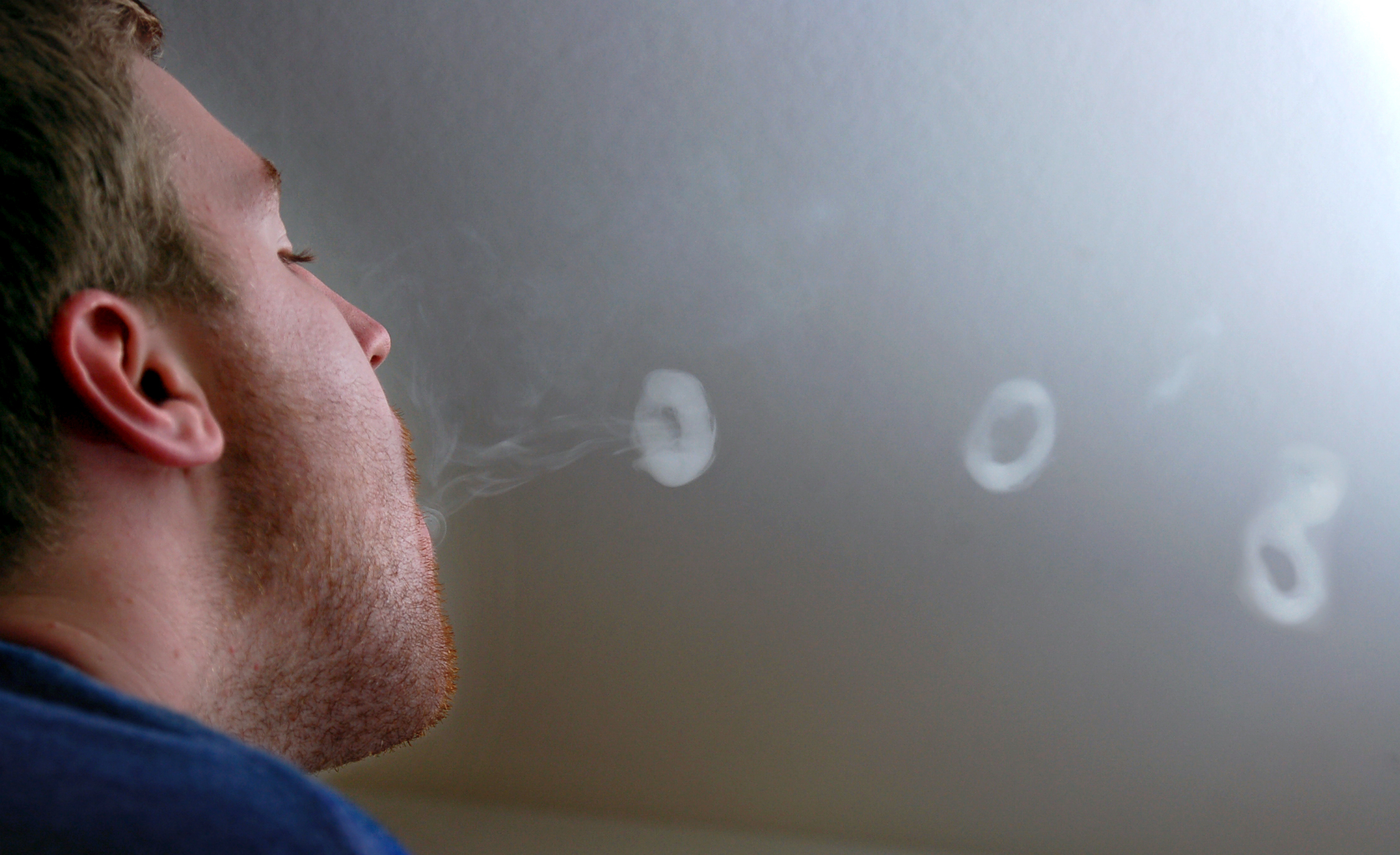
一位男子吐出的烟圈

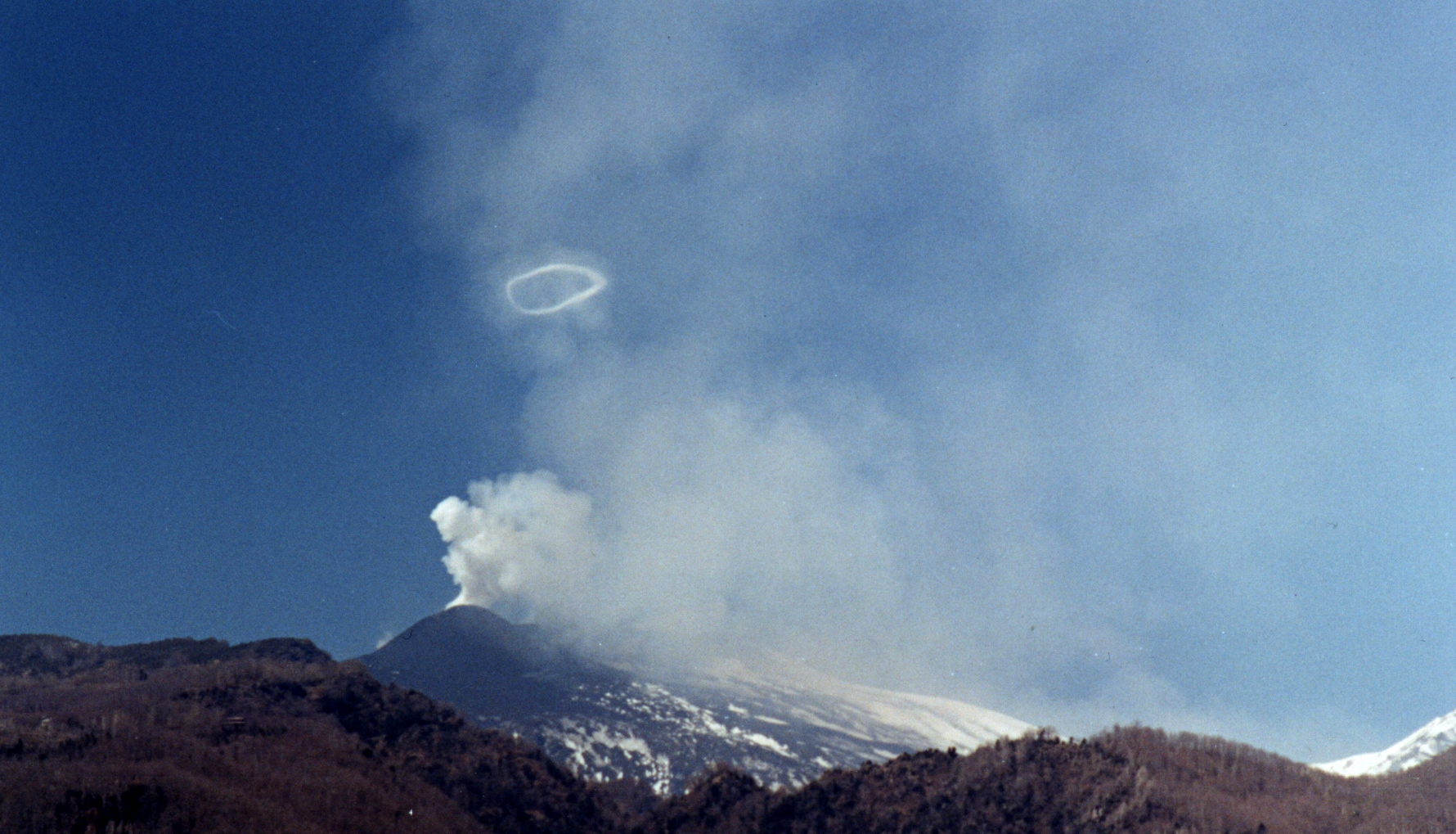
埃特纳火山產生的烟圈

烟圈是指烟雾在大气中形成的人類肉眼可见的涡环。吸烟者可能会有意或无意地从嘴里吹出烟圈。在特殊条件下，一些火山口也会产生巨大的可见的烟圈，例如埃特納火山就會產生煙圈。 

## 可以產生煙圈的火山和地點
- 埃特纳火山[5][6]
- 斯通波利島[7]
- 埃亚菲亚德拉冰盖[8]
- 海克拉火山[9]
- 通古拉瓦火山[10]
- 帕卡亚火山[11]
- 里道特火山[12]
- 阿蘇山[13]
- 怀特岛 [14]
- 士拉末火山[15]
- 莫莫通博火山[16]